# Elif Batuman
Elif Batuman (ciutat de Nova York, 1977) és una escriptora, acadèmica i periodista turca-estatunidenca. Ha rebut el Premi d'Escriptores de la Fundació Rona Jaffe (2007) i el Premi Whiting (2010).
Filla de pares turcs, Batuman va créixer a Nova Jersey. Es va graduar pel Harvard College, i va fer el seu doctorat en literatura comparada a la Universitat Stanford. Mentre estudiava, Batuman va aprendre l'uzbek a Samarcanda. La seva dissertació, The Windmill and the Giant: Double-Entry Bookkeeping in the Novel, tracta el procés d'investigació social i la construcció d'aïllament duta a terme pels novel·listes.
El febrer de 2010 va publicar el seu primer llibre, The Possessed: Adventures with Russian Books and the People Who Read Them, basat en el material que va aparèixer prèviament a les revistes The New Yorker, Harper's Magazine i n+1. En ell, detalla les seves experiències com a universitària. La seva primera novel·la, publicada el 2017, i anomenada Idiot tracta de l'amor d'una filla d'immigrants turcs als Estats Units amb un hongarés.
Batuman va ser escriptora resident de la Universitat Koç d'Istanbul, de 2010 a 2013. Viu a Nova York.

## Obra publicada
Llibres
- The Possessed: Adventures with Russian Books and the People Who Read Them. Macmillan. 2010. ISBN 978-0-374-53218-5

Col·laboracions
- Two Rivers. Carolyn Drake, self-published, 2013. ISBN 978-0-615-78764-0. Edició de 700 còpies. De Carolyn Drake, acompanyat d'un llibre separat amb un breu assaig de Bateman i notes de Drake.

Assajos
- "The Murder of Leo Tolstoy". Harper's. febrer 2009
- "The Big Dig".